# Sphinx bokförlag
Sphinx bokförlag är ett svenskt bokförlag grundat 2005 i Stockholm. Förlaget inriktar sig på surrealistisk och absurdistisk litteratur och teoretiska texter, med avsikt att också ge ut kvinnliga författare inom genren, som man anser hamnat i skymundan. En av förlagets mest uppmärksammade böcker är Hörluren av Leonora Carrington.

## Utgivning[4]
- André Breton: Surrealismens manifest
- Amos Tutuola: Mitt liv i spökenas bush
- Max Ernst: Paramyter
- Rikki Ducornet: Fosfor i drömlandet
- Joyce Mansour: Julius Caesar
- William S. Burroughs: Slumpens spöke
- Anaïs Nin: Incestens hus
- Roland Topor: Hyresgästen
- Dorothea Tanning: Avgrund
- Hugh Sykes Davies: Petronius
- Leonora Carrington: Hörluren
- Rikki Ducornet: Fläcken
- Karl Smuts: Den håriga spegeln
- Alfred Jarry: Övermannen